# Palazzo Moschini
Le Palazzo Moschini est un palais situé dans le centre historique de Grosseto, en Toscane. Le bâtiment abrite les Archives d'État de Grosseto.

## Histoire
A la fin du XVIIIe siècle, le palais appartenait au médecin siennois Giulio Moschini, qui le vendit ensuite aux frères Pozzi, qui agrandirent le bâtiment (1821-1823) pour lui permettre d'abriter le Tribunal de la Cour pénale et civile de Grosseto,.
En 1885, le bâtiment a subi une restructuration radicale, selon un project de l'ingénieur Gherardo Gherardi, et a été utilisé comme siège de la Poste centrale,. Il a été surélevé d'un étage en 1908,. Lorsque le bureau de poste a été déplacé à l'extérieur des murs de la ville dans le nouveau Palazzo delle Poste en 1932, le bâtiment abritait le bureau des finances (Intendenza di finanza),.
Le palais a été affecté aux Archives d'État de Grosseto en 1980, année où ont commencé les travaux d'adaptation du bâtiment qui a finalement été inauguré en mai 1983,.